# Klaus Figge
Klaus Figge (* 6. November 1934 in Hagen; † 5. September 2006) war ein deutscher Journalist, der sehr viel für das Radio und Fernsehen gearbeitet hat.
Figge studierte Ev. Theologie, Geschichte und Politik. Er wurde 1959 bekannt, weil er als Redakteur einer Studentenzeitung einen antikatholischen Artikel „Paradiesgeschichte“ als literarischen Versuch aufgenommen hatte, gegen den die Universitäten Heidelberg und Mannheim sowie der Freiburger Erzbischof Anzeige erstatteten.
Im Jahr 1971 führte er mit dem Historiker Dieter Groh zusammen ein Interview mit dem umstrittenen Philosophen Carl Schmitt in Plettenberg über dessen Leben, das erst 2010 als Buch veröffentlicht wurde. Weitere Arbeiten galten dem Luftangriff auf Guernica 1937 (1977 und 1981), worin ältere Rechtfertigungslegenden zur Rolle der deutschen Luftwaffe aufgrund der wissenschaftlichen Beratung durch Klaus A. Maier ausgeräumt wurden und die eine öffentliche Debatte auslösten. In Zeitgenossen des Jahrhunderts kam Martin Niemöller zum Gespräch mit Klaus Figge und Henning Röhl (SWF 1999). Figge befasste sich auch mit der Rundfunkgeschichte, speziell mit dem Hörspiel. Er lebte in Baden-Baden.

## Veröffentlichungen
- Frank Hertweck, Dimitrios Kisoudis (Hrsg.): Solange das Imperium da ist. Carl Schmitt im Gespräch mit Klaus Figge und Dieter Groh 1971. Duncker & Humblot, Berlin 2010, ISBN 978-3-428-13452-6.
- Zeitgenossen des Jahrhunderts: Martin Niemöller im Gespräch mit Klaus Figge und Henning Röhl (Tonträger), SWR 1999.
- Kirchen unterm Hakenkreuz, eine Dokumentation, 1. Die SA Jesu Christi: Deutsche Christen gegen bekennende Kirche 1933–1938; 2. Die evangelische Kirche zwischen 1938 und 1945: Widerstand und Ergebung, 2 Filme, Calwer Verlag 1988 ISBN 978-3-7668-3145-3 (Buch 1991)
- Guernica – Pablo Picasso und die Politik, SWF/NDR 1991 (zuvor Fernsehdokumentarfilm mit Walter Bittermann 1977 „... ein voller Erfolg der Luftwaffe“)

## Einzelbelege
1. ↑  Horst Breier: Manchmal machen sie Furore. In: Die Zeit. 2. August 1963, abgerufen am 8. Dezember 2018.
2. ↑  Walther L. Bernecker: Die historische Aufarbeitung des Spanischen Bürgerkriegs. In: Der Spanische Bürgerkrieg in der DDR. Wolfgang Asholt u. a., 2009, S. 45, abgerufen am 8. Dezember 2018.
3. ↑  Klaus Figge: Auf dem Dach der Stadt. In: ARD-Hörspieldatenbank. ARD, 6. Februar 1994, abgerufen am 9. Dezember 2018.

| Personendaten    | Personendaten                            |
| ---------------- | ---------------------------------------- |
| NAME             | Figge, Klaus                             |
| KURZBESCHREIBUNG | deutscher Hörfunk- und Fernsehjournalist |
| GEBURTSDATUM     | 6. November 1934                         |
| GEBURTSORT       | Hagen                                    |
| STERBEDATUM      | 5. September 2006                        |